# 国家速滑館
座標: 北緯40度0分57.21秒 東経116度22分17.09秒 / 北緯40.0158917度 東経116.3714139度
国家速滑館（こっかそくかつかん、中: 国家速滑馆）は、中国の首都・北京にあるオリンピック公園内の屋内競技場である。本項では、2008年北京夏季オリンピックの会場として使用されていたホッケーセンターとアーチェリー場についても記述する。

## 概要
2022年北京冬季オリンピックの開催決定に伴って、2017年にそれまで存在していたホッケーセンターとアーチェリー場を取り壊した。2020年夏に完成予定であり、場所は国家テニスセンター南側に位置する。大会後はスピードスケートやアイスホッケー、カーリング場として利用されるほか、国家スピードスケート博物館が設けられる予定。

## ホッケーセンター

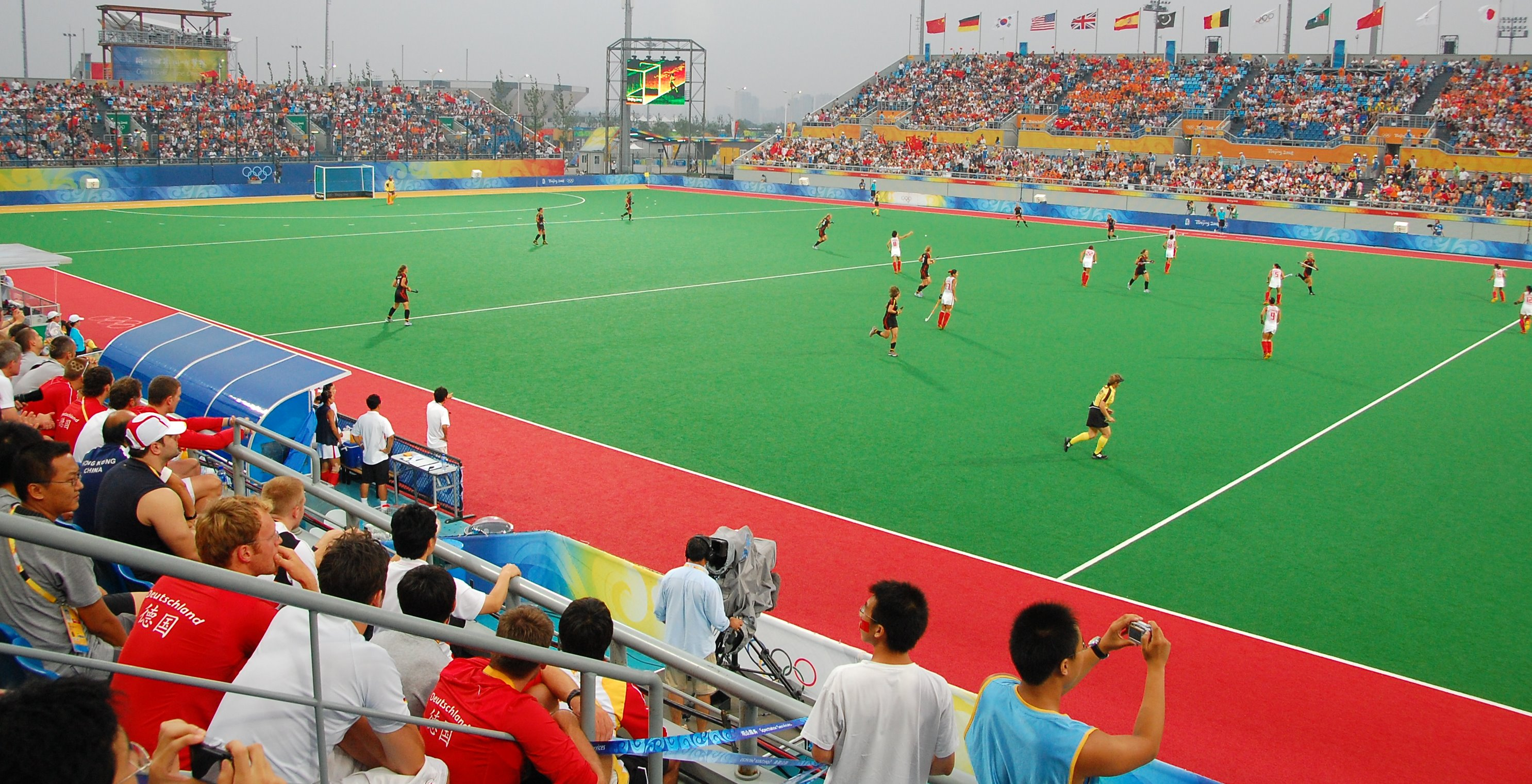
2008年北京五輪開催時のホッケー場

2008年夏季五輪で使用されていた施設。最大17000人収容されていた。

## アーチェリー場

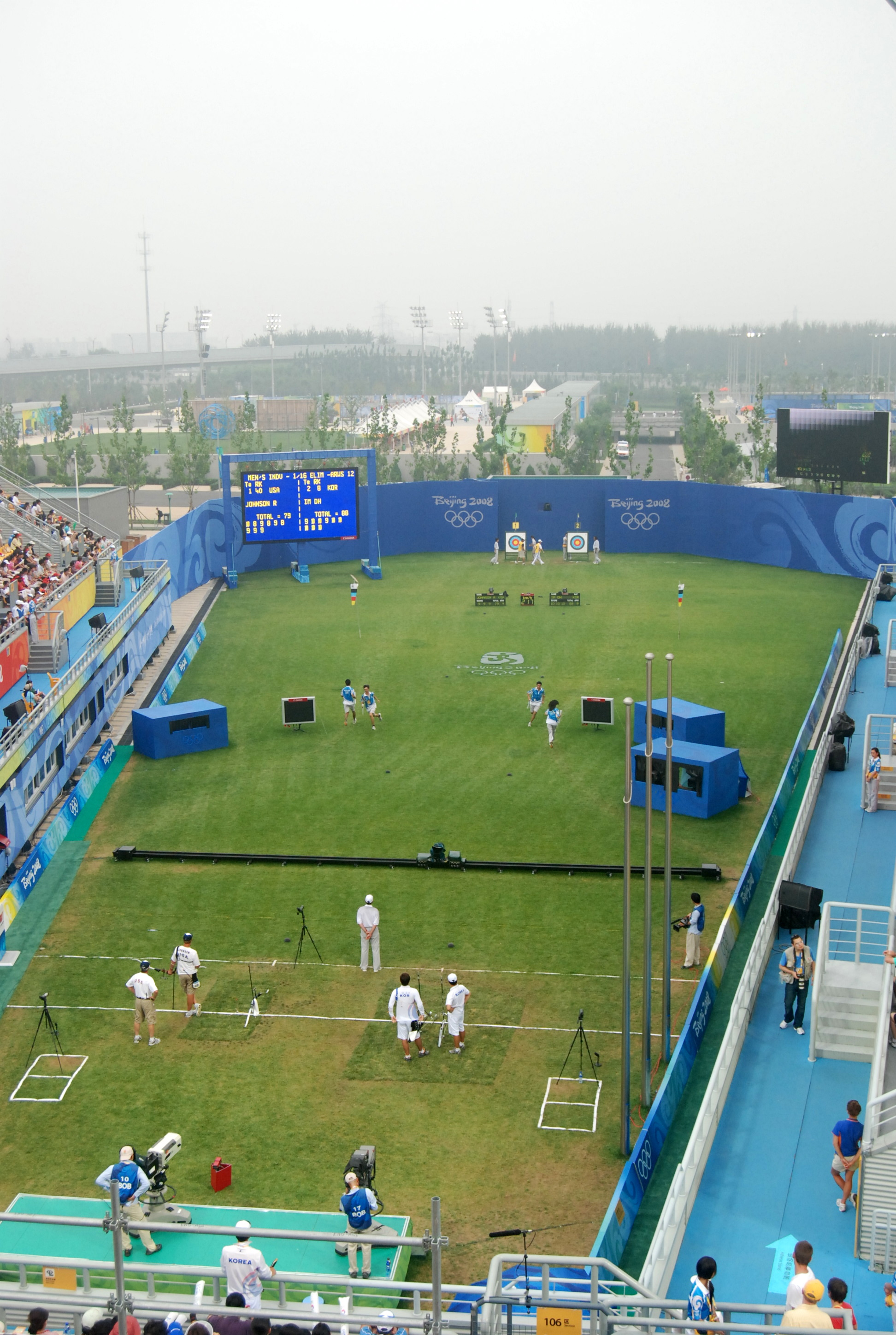
2008北京五輪開催時のアーチェリー場

2008年夏季五輪で使用されていた施設。最大5000人収容されていた。